# Thomas Stephens
Thomas Stephens (Pontneddfechan, 21 aprile 1821 – 4 gennaio 1875) è stato uno storico gallese.

## Biografia
Era figlio di un calzolaio. Tra i suoi lavori ci sono The Literature of the Kymry (1849), The History of Trial by Jury in Wales, e uno in cui sfatò la leggenda secondo cui il principe gallese aveva scoperto l'America circa un secolo prima di Cristoforo Colombo. Scrisse anche sulla vita e sulle opere del bardo Aneirin e fece una traduzione inglese del poema.